# Asplenium elmeri
Asplenium elmeri är en svartbräkenväxtart som beskrevs av Christ. Asplenium elmeri ingår i släktet Asplenium och familjen Aspleniaceae. Inga underarter finns listade.